# Nationalpark Wolin

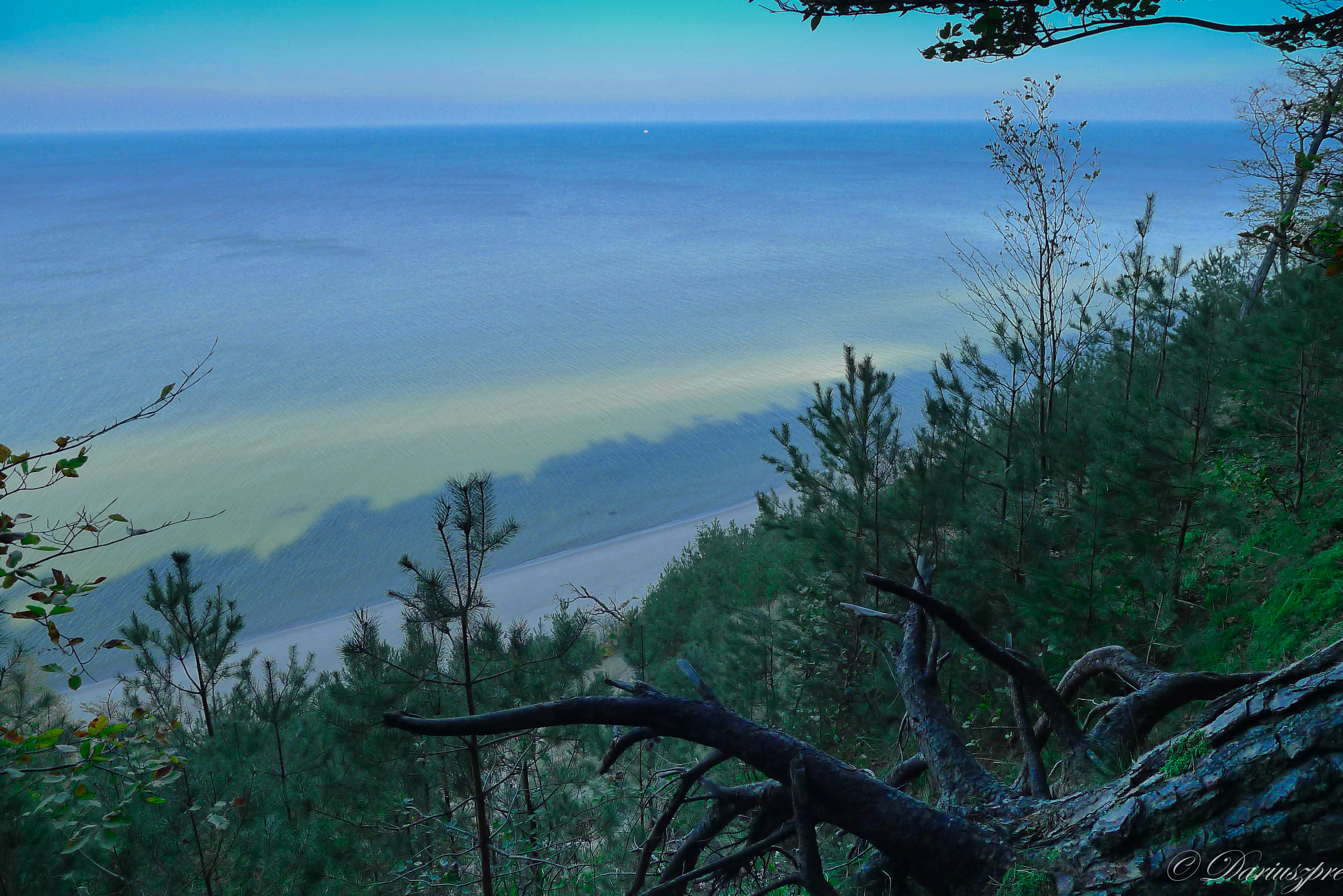
Blick vom Kliff Kikut

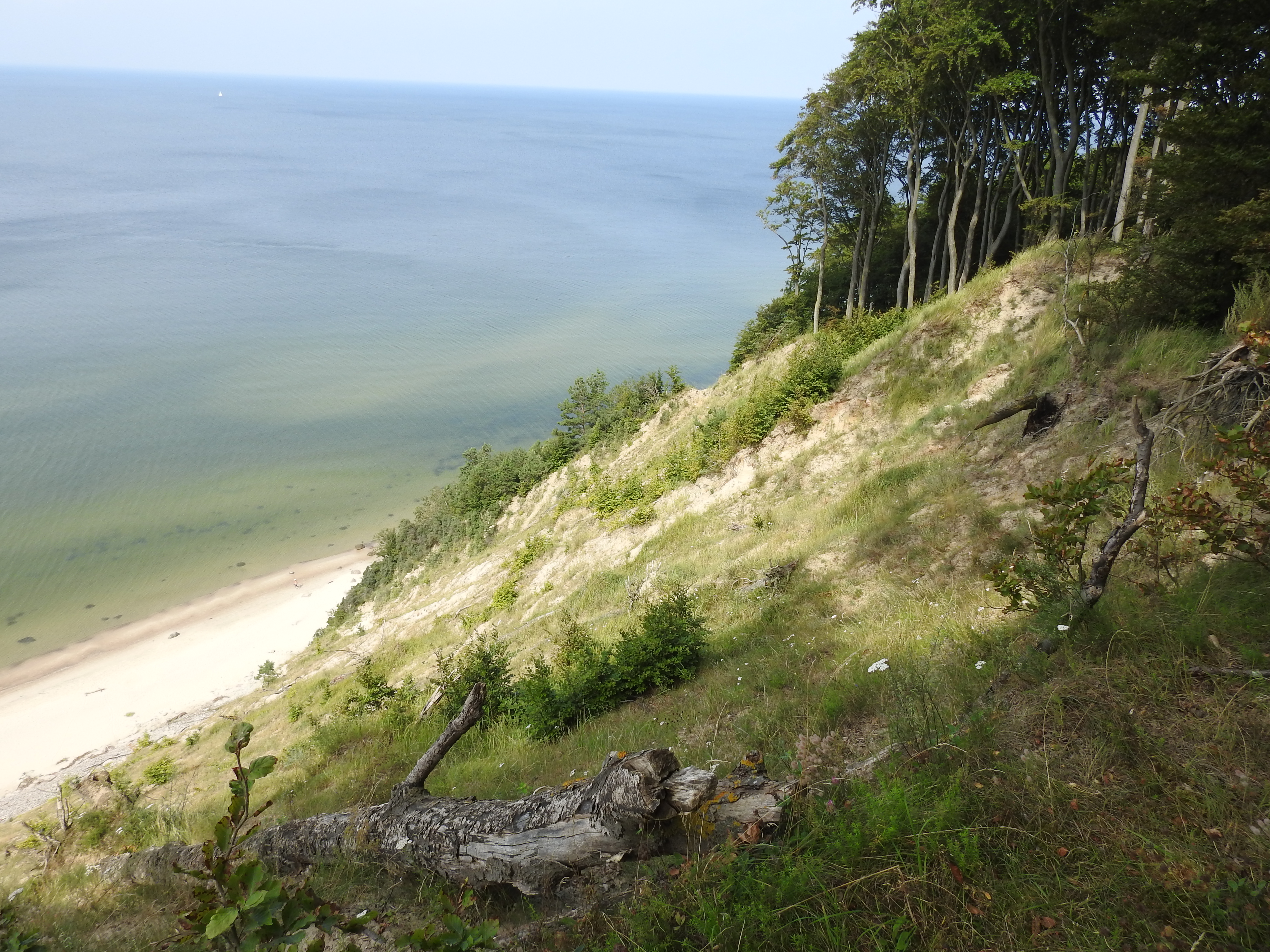
Blick vom Kliff Gosań

Der Nationalpark Wolin (polnisch Woliński Park Narodowy) ist ein Nationalpark in Polen, welcher an der Odermündung im nordwestlichen Teil Polens, in der Nähe der deutsch-polnischen Grenze liegt. Die namensgebende Insel Wolin, auf der sich der Nationalpark befindet, ist die größte polnische Insel. Nach seiner Gründung im Jahr 1960 wurde der Park im Jahr 1996 um die Inseln im Swinedelta erweitert. Weiterhin sind Teile der Ostsee (Strand und Seegebiete) östlich der Stadt Międzyzdroje (Misdroy) hinzugekommen.

## Allgemein
Durch den Nationalpark wird der außerordentlich wertvolle, nordwestliche Teil der Insel Wolin geschützt. Da zum Parkgebiet ein Teil der Pommerschen Bucht und des Stettiner Haffs gehören, handelt es sich bei dem Nationalpark Wolin um den ersten Meeresnaturpark in Polen. Die Landschaft des Nationalparks ist ausgesprochen abwechslungsreich. Das charakteristische Element ist ein sich über 15 km ausdehnendes und bis 95 m hohes Kliff. Das Kliff verschiebt sich infolge von Stürmen, Wind und Sonne jährlich um ca. 80 cm. Dominierend für das Erscheinungsbild des Nationalparks sind auch seine Gewässer. Im nördlichen Teil sind dies die Wasserlandschaften der Ostsee und im Westen die des Deltas der Świna. Das Delta der Swina ist ein Ensemble von 44 sumpfigen Inseln und Inselchen, die durch Kanäle unterschiedlicher Stromrichtungen und unterschiedlichen Wasserstands voneinander getrennt sind und zeitweise überflutet und neu geformt werden.
Erdgeschichtlich ist dieses Gebiet vor ungefähr 12.000 Jahren durch vor- und nacheiszeitliche Vorgänge, und im Anschluss durch Wind und Wellen geprägt worden.

## Flora
Die Insel Wolin beherbergt über 1300 Arten von Gefäßpflanzen. Darunter befinden sich viele geschützte und seltene Arten. Von den Waldgemeinschaften sind besonders die Buchenwälder gut erhalten, deren Struktur den ehemaligen, hier beheimateten Urwäldern, sehr ähnlich ist. Die am besten erhaltenen Buchengemeinschaften befinden sich in zwei streng geschützten Gebieten im südlichen Teil des Parks sowie in zwei Bereichen des nördlichen Teils. Hier kann außerdem ein Orchideen-Buchenwald besichtigt werden. Charakteristisch für den Woliner Nationalpark sind zudem verschiedene Dünenpflanzen. Auf den salzigen Laken der Swina wachsen etliche halophile Pflanzen.

## Fauna
Die Tierwelt ist sehr vielfältig und weist jede Menge seltene Arten auf. Zum einen liegt dies daran, dass die Hauptzugroute vieler Vögel über die Insel Wolin führt. Daher konnte das Vorkommen von mehr als 230 Vogelarten nachgewiesen werden (u. a.: Seeadler – Wappentier des Nationalparks, Seggenrohrsänger, Alpenstrandläufer, Zwergschnäpper). Zum anderen spielt der Nationalpark eine wesentliche Rolle beim Schutz der Lebensräume von Sumpfvögeln, die hier besonders während der Migrationsperioden im Frühjahr und Herbst Ruhe und Nahrung finden. Die Region des Swina-Deltas wurde zu einem Zufluchtsort von europäischer Bedeutung für Vögel erklärt. Als besondere Attraktion hat der Nationalpark auch Wisente vorzuweisen.

## Gedenksteine
Auf dem Kaffeeberg (poln.: Kawcza Góra) steht ein Gedenkstein von 1892, der an die 21. Versammlung Deutscher Forstmänner erinnert. Der Gedenkstein war ursprünglich 1892 auf dem Gosanberg aufgestellt und in den 1930er Jahren beim Abbruch der Kliffküste in die Ostsee gestürzt, er wurde 1991 durch polnische Fischer geborgen und erhielt hier 1992 anlässlich einer Tagung der Polnischen Forstgesellschaft seinen neuen Platz. Ebenfalls auf dem Kaffeeberg stehen ein Gedenkstein von 1992 für die Tagung der Polnischen Forstgesellschaft sowie ein 2006 aufgestellter Stein mit Erläuterungstafeln.